# Françoise Berd
Françoise Berd (née Françoise Bernadette Loranger), directrice de l'Égrégore (théâtre expérimental), actrice et productrice québécoise née le 2 mars 1923 à Saint-Pacôme (Canada) et décédée le 10 août 2001 à Montréal (Canada).
Françoise Berd a tenu le rôle d’une concierge écornifleuse aux côtés de Sophia Loren et de Marcello Mastroianni dans le film Une journée particulière d’Ettore Scola (1977).

## Carrière

### L’Égrégore, théâtre de recherche
Françoise Berd est surtout reconnue pour la compagnie de théâtre expérimental, l’Égrégore, qu’elle fonde à Montréal en 1959 et dont elle assume la direction jusqu’en 1964. Elle donne ainsi à des créateurs de la relève – metteurs en scène, comédiens professionnels et décorateurs – un lieu pour sortir des sentiers battus, « avec une porte ouverte pour ceux qui [sont] à venir ». Elle adopte une formule exigeante, celle du théâtre de poche, qui ne peut tenir que si la compagnie a constamment un spectacle en préparation. Si un spectacle marche, il tient l’affiche deux mois, pas davantage. S’il ne marche pas, on y met fin, quitte à attendre que le suivant soit prêt.
| Comment Loranger est devenu Berd |
| --- |
| Alors qu’elle vient de fonder le théâtre de l’Égrégore en 1959, Françoise Bernadette Loranger demande à son homonyme Françoise Loranger, dramaturge, d’écrire une scène d’amour pour la pièce Une Femme douce de Dostoïevski, scène que Gilbert Fournier ne parvient pas à adapter. Déjà connue, Françoise Loranger lui reproche vertement de s’être approprié son nom. La directrice de l’Égrégore lui apprend qu’elles sont quelque peu cousines et, conciliante, se forge un nouveau nom, Françoise Berd, nom qu’elle gardera ensuite. |

### Une autodidacte ambitieuse
Autodidacte et animée de vastes aspirations, Françoise Berd s’associe à des gens de talent : les metteurs en scène André Page et Rolland Laroche, Gilbert Fournier, le décorateur Germain Perron ainsi que Jean-Paul Mousseau. Homme à tout faire, Gilbert Fournier traduit les pièces, s’occupe de la régie, des décors, des articles et des costumes. Claude Godbout s’ajoute à l’équipe à titre d’écrivain, de comédien et de publicitaire. Le peintre Mousseau apprend à la directrice les jeux de la lumière et la construction des décors et, surtout, il lui transmet une méthode de travail. 
La compagnie n’a pas de metteur en scène ni de comédiens réguliers. Directrice et metteur en scène s’entendent sur le choix des comédiens en lisant les textes, sans tenir d’auditions. Paul Hébert, Albert Millaire, Hélène Loiselle, Jacques Godin et Jean-Louis Millette se succèdent sur les planches. 
Comme coup d’envoi, l’Égrégore donne 45 représentations d’Une Femme douce de Dostoïevski dans une petite salle louée à une troupe amie, les Apprentis sorciers. Marthe Mercure et François Guillier sont de la distribution. Aucun prix d'entrée n'est exigé des 60 spectateurs, qui laissent un dollar en quittant la salle. La pièce vaut à la compagnie le premier prix du Congrès du spectacle en 1960.
Dans une sorte d’effervescence créatrice, on se débarrasse des rideaux, on dispose les réflecteurs à la vue du public, ou encore, on peint les décors sur des rideaux faits de tissus très légers, comme dans la pièce Platonov de Tchekhov. François Barbeau, couturier, réalise les costumes pour Le Baladin du monde occidental, pièce de théâtre écrite par J. M. Synge.

### Un théâtre qui crée l'événement
En 1962, lorsqu'elle monte Le Jugement de Dieu, une pièce écrite d'après un poème d’Antonin Artaud, la directrice de l'Égrégore se brouille avec sa troupe. Seul Claude Godbout reste à ses côtés. Les premiers mots, « Dieu c’est de la merde… », donnent le ton de la représentation. Venu en spectateur, Wilfrid Lemoyne lui conseille de retrancher la partie la plus controversée du spectacle. Quant à ses protecteurs, ils lui somment de faire rétractation à défaut de quoi ils fermeront le théâtre. Mais Françoise Berd tient bon et le théâtre reprend vie après quelques jours d’interruption.  
L’Égrégore connaît des succès retentissants auprès d’un public enthousiaste, comme avec Été et fumées de Tennessee Williams. La compagnie monte aussi des œuvres exigeantes telles que Magie rouge de Michel de Ghelderode, qui lui permettent d’expérimenter, mais qui ne font pas leurs frais. On reproche à la direction de faire fi des goûts du public et de se cantonner dans des spectacles inaccessibles. Françoise Berd s’en défend : « J’ai monté Fin de partie avec cinq personnes dans la salle. On a tenu le coup pendant trois semaines. Je l’ai remonté quelques années plus tard à l’Égrégore de la rue Dorchester avec un théâtre plein. » 
Pour financer ses ambitieux projets, la directrice investit dans l’aventure les économies qu’elle a amassées en travaillant pour Bell. Au début, la troupe n’est pas rémunérée. Maurice Duplessis, premier ministre de la province et député de Trois-Rivières, sa ville natale, lui a promis 3 000 $, mais décède avant de les lui verser.
Désargentée, la compagnie obtient une subvention en 1961 du ministère des Affaires culturelles. On lui octroie 6 000 $ pour créer Qui est Dupressin? de Gilles Derome, auteur québécois. Ce sera d’ailleurs la seule pièce québécoise à laquelle la troupe donnera vie. Car la directrice de l’Égrégore déplore la faiblesse et la rareté des auteurs d’avant-garde au Québec. 
La compagnie joue Samuel Beckett, August Strindberg, Alfred Jarry, Eugène Ionesco, Roland Dubillard, Roger Vitrac et Arthur Kopit. 
Au fil des ans, l’Égrégore déplace constamment ses pénates et aménage quatre théâtres, le premier à l’Estérel dans les Laurentides, puis sur les rues Clark, Sainte-Catherine et Dorchester (aujourd’hui boulevard René-Lévesque). Plus que du financement, Françoise Berd rêve d’un plateau qui serait identique dans toutes les villes de la province et qui permettrait aux différentes troupes de jouer avec grande efficacité en tournée.
La directrice de l’Égrégore ne se ménage pas. « Une année, nous avons fait 34 spectacles… des spectacles de poésie, des spectacles de danse, des pièces de théâtre… Les peintres de l’époque y exposaient », confie-t-elle à Josette Féral. Fatiguée, elle abandonne sa compagnie en 1964 pour se reposer en Europe. Jusqu’à sa fermeture en 1966, l’orientation de son théâtre lui échappe, ce qu’elle constate avec amertume. 

### Une vocation tardive
Françoise Berd arrive au théâtre après avoir travaillé à Trois-Rivières pour la compagnie de téléphone Bell. C’est à 34 ans, de retour d’un voyage en Europe où elle a rencontré l’actrice Françoise Spira, qu’elle sent l’appel des planches. Elle suit des cours de théâtre auprès de Sita Riddez, professeure renommée. Elle monte ensuite quelques pièces à l’École des Beaux-Arts, notamment Les péchés dans le hall de Félix Leclerc, un échec cuisant dont elle se remet difficilement. Sur les conseils de son cousin François Soucy, plutôt que d’abandonner ses rêves, elle décide de tenter sa chance de nouveau, en s’entourant de professionnels cette fois. Elle fonde l’Égrégore (1959 à 1965).

### Une carrière à relancer
Après l’aventure de l’Égrégore, qui la laisse épuisée, elle retourne en Europe à titre de boursière du Conseil canadien des arts et y développe des relations dans le milieu cinématographique. Mais elle ne parvient à se faire embaucher qu’à force d’insistance, en faisant le pied de grue devant les bureaux de Philippe Dussart, qui finit par lui demander de remplacer sa téléphoniste. Et le téléphone, elle connaît. À 42 ans, elle reprend humblement le collier et cherche à tout apprendre. Sur le plateau de Les Demoiselles de Rochefort, film réalisé par Jacques Demy en coproduction avec la Warner Bros, elle sert d’interprète et apprend à déchiffrer les contrats. 
Pendant deux ans et demi, les productions se succèdent. Mais elle a le mal du pays. Elle se rend compte aussi qu’elle ne sera jamais qu’une petite technicienne sur le vieux continent, et elle souhaite partager l’expérience acquise avec les gens du Québec. Une fois de retour, astreinte pendant un an à un emploi de serveuse dans un restaurant, elle réussit à se dénicher un poste de script pour Gordon Sheppard sur le plateau d’Eliza’s Horoscope. Elle se rend vite indispensable, s’occupant de la distribution, puis servant d’intermédiaire entre le réalisateur et la Warner Bros, et devient assistante réalisatrice. Francis Mankiewicz lui confie la distribution du film Le Temps d’une chasse, où elle tient un petit rôle. Michel Brault, alors caméraman, la remarque et la recommande à Claude Jutra, qui lui fait tenir le rôle de la femme de l’aubergiste dans Kamouraska. On la voit ensuite dans une douzaine de films, notamment ceux d’André Forcier (Bar salon, Nightcap et L'Eau chaude, l'eau frette). 
Puis elle joue dans le film Une journée particulière d’Ettore Scola, aux côtés de Sophia Loren et de Marcello Mastroianni.
Elle met ensuite sa longue expérience à profit à l’Office national du film, où elle dirige le programme d’aide au cinéma artisanal de 1974 à 1983. 
Elle participe à La Nef des sorcières, une création collective dont la première a lieu au Théâtre du Nouveau Monde le 5 mars 1976. Elle y tient le rôle d’une femme au carrefour de sa vie, en rébellion contre les préjugés sociaux et religieux. L’œuvre fait sensation.

### Une passion jusqu'au bout de la vie
Françoise Berd n’a jamais quitté le théâtre. À son décès en 2001, Michel Vaïs raconte : « Les derniers temps, on la voyait aux premières en fauteuil roulant, avec sa petite bonbonne d'oxygène. Il semblait alors que la représentation théâtrale à laquelle elle assistait lui était aussi indispensable que le discret tube de plastique enroulé autour de son visage. Comme un appel d'air pour son âme de vieille comédienne fatiguée. » 

## Prix à sa mémoire
Le Prix de l’Égrégore couronne chaque année le lauréat du Concours intercollégial d’écriture dramatique produit par le Réseau intercollégial des activités socioculturelles du Québec (RIASQ). Il consiste en un stage avec un conseiller dramaturgique professionnel et la mise en lecture du texte par une équipe professionnelle.
Le Centre des auteurs dramatiques (CEAD) décerne également chaque année le prix Gratien-Gélinas, qui comprend la Bourse Françoise-Berd, de 10 000 $, décernée à l'auteur d'un texte inédit. C’est le plus important prix consacré à la relève en écriture dramatique au Canada.

## Rôles au cinéma
| Année                | Film                                                | Rôle                          |
| -------------------- | --------------------------------------------------- | ----------------------------- |
| 1972                 | Le Temps d'une chasse                               | la femme du chemin du rang    |
| 1973                 | Kamouraska                                          | femme de l'aubergiste         |
| 1974                 | Bar Salon                                           | Leslie                        |
| 1976                 | Parlez-nous d'amour                                 | grande admiratrice de Jeannot |
| 1976                 | L'Eau chaude, l'eau frette                          | Françoise                     |
| 1977                 | Ti-mine, Bernie pis la gang...                      |                               |
| 1977                 | J.A. Martin photographe                             | une vieille fille             |
| 1977                 | Une journée particulière (Una Giornata particolare) | la concierge                  |
| 1979                 | Quintet                                             | une dame de charité           |
| 1979                 | La Belle apparence                                  | Cécile Gauthier               |
| 1980                 | Cordélia                                            | madame Parslow                |
| 1980                 | The Lucky Star                                      | la caissière                  |
| 1980                 | La Dame en couleurs                                 |                               |
| 1982                 | Killing' em Softly (La Mort en douce)               |                               |
| 1983                 | Au pays de Zom                                      | madame Zom                    |
| 1983                 | Bonheur d'occasion                                  | maman Philibert               |
| 1983                 | Contrecœur                                          |                               |
| 1984                 | Amuse-gueule                                        |                               |
| 1985                 | Agnès de Dieu (Agnes of God)                        | sœur Thérèse                  |
| 1991 à la télévision | Lance et compte : Tous pour un                      |                               |
| 1992                 | Tirelire, combines et cie                           | madame Turcotte               |
| 1994                 | Le Vent du Wyoming                                  | sœur Amanda                   |
| À la télévision      | Chez Denise                                         | tante Eva                     |

## Productions
| Année | Film                          |
| ----- | ----------------------------- |
| 1977  | J.A. Martin photographe       |
| 1978  | Yèlèma donna kow la nankòròla |
| 1981  | On est rendu devant le monde! |
| 1981  | Les Beaux souvenirs           |